# Dag-Eilev Fagermo
Dag-Eilev Akkerhaugen Fagermo (Bærum, 28 gennaio 1967) è un allenatore di calcio ed ex calciatore norvegese.

## Carriera

### Giocatore

#### Club
Fagermo, nella sua carriera da calciatore, vestì le maglie di Raufoss, Kjapp e Snøgg.

### Allenatore
Iniziò ad allenare lo Skarphedin nel 1995 e vi rimase fino al 2002. Proprio quell'anno, infatti, passò al Pors Grenland. Dopo un'esperienza nel 2005 con il Notodden, passò allo Strømsgodset, con cui conquistò immediatamente la promozione in Tippeligaen, mediante il successo finale nella 1. divisjon.
Nel 2008 passò all'Odd Grenland, con cui vinse immediatamente il campionato di 1. divisjon e che condusse nella massima divisione norvegese. Il 17 ottobre 2014, il suo nome fu inserito tra i candidati per la vittoria del premio Kniksen per il miglior allenatore del campionato.
Il 31 gennaio 2020 è stato nominato nuovo allenatore del Vålerenga. Il 19 agosto 2021 ha prolungato il contratto con il club fino al 31 dicembre 2024. Il 12 giugno 2023 è stato esonerato.
Il 30 settembre 2024 è stato chiamato alla guida del Lillestrøm, con un contratto valido fino al termine della stagione.
Il 10 giugno 2025 è tornato alla guida dello Strømsgodset, firmando un contratto valido fino al 31 dicembre 2027.

## Palmarès

### Allenatore

#### Club

##### Competizioni nazionali
- 1. divisjon: 2

Strømsgodset: 2006
Odd Grenland: 2008